# Anachis isabellei
Anachis isabellei is een slakkensoort uit de familie van de Columbellidae. De wetenschappelijke naam van de soort werd in 1839 voor het eerst geldig gepubliceerd door Alcide d'Orbigny.